# Erdbeben in Luding 2022
Das Erdbeben in Luding 2022 ereignete sich am 5. September 2022 im Kreis Luding in der chinesischen Provinz Sichuan.

## Erdbeben
Das Erdbeben ereignete sich 43 Kilometer südöstlich der Stadt Kangding um 12:52 Uhr Lokalzeit. Dem United States Geological Survey zufolge hatte es eine Magnitude von 6,6 MW. Das Hypozentrum wurde in einer Tiefe von etwa 10 Kilometern verortet. Nach dem ersten Erdbeben gab es sechs weitere Nachbeben mit einer Stärke von 5,0 MW.

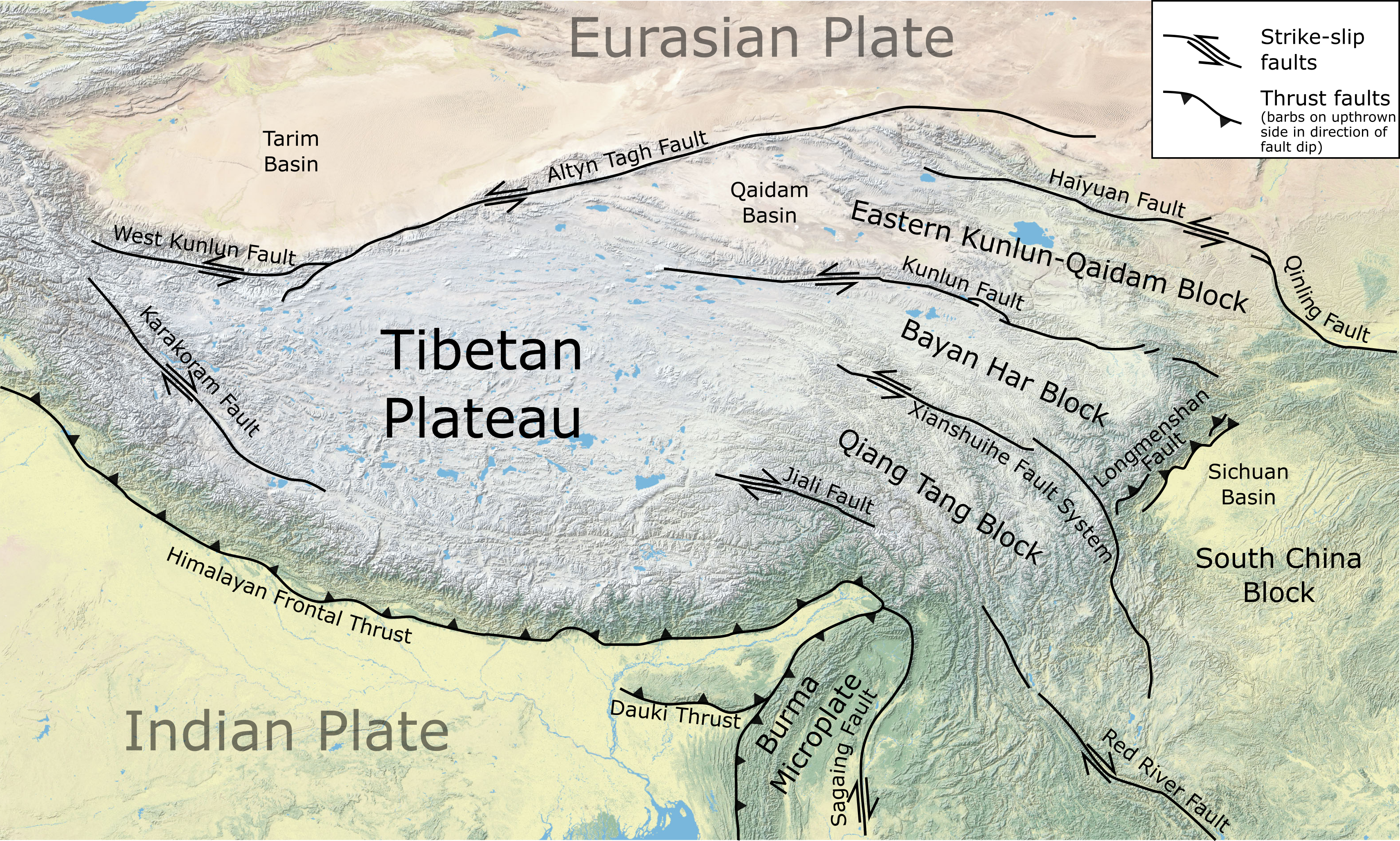

Das Erdbeben vom 5. September 2022 war Folge einer flachen Blattverschiebung am westlichen Rand des Sichuan-Beckens. Im Umkreis von 200 Kilometern um das Epizentrum ereigneten sich in den letzten 20 Jahren insgesamt 25 Erdbeben einer Magnitude 5 und höher, die hauptsächlich Nachbeben früherer starker Erdbeben am Westrand des Sichuan-Beckens umfassen. Bei einem Erdbeben in 2008 kamen über 80.000 Menschen ums Leben. Viele Verwerfungszonen in dieser Region hängen mit der Konvergenz von Krustenmaterial zusammen, das sich langsam vom Hochland von Tibet gegen die starke Kruste des Sichuan-Beckens bewegt.

## Auswirkungen und Rettungsmaßnahmen
Bei dem Erdbeben kamen mindestens 93 Menschen ums Leben und über 270 wurden verletzt. Zudem wurden tausende Häuser zerstört oder beschädigt sowie Wasser-, Strom- und Kommunikationsverbindungen unterbrochen. Auch Straßenverbindungen wurden durch Erdrutsche unterbrochen. Das Militär wurde zur Unterstützung bei den Such- und Rettungsmaßnahmen eingesetzt.